# Bettina Wulff
Bettina Wulff (ur. 25 października 1973 w Hanowerze jako Bettina Körner) – była pierwsza dama Niemiec, żona prezydenta Niemiec Christiana Wulffa. Była pierwszą damą od wyboru jej męża przez Zgromadzenie Federalne 30 czerwca 2010 roku do jego rezygnacji 17 lutego 2012.

## Życie prywatne
W 2008 pobrała się z Christianem Wulffem. Mają syna Linusa Floriana (ur. 12 maja 2008). Ma też nieślubnego syna z innego związku, Leandra Balthasara (ur. 2003). Od 2013 do 2015 Wulffowie byli w separacji. W 2018 rozwiedli się. W marcu 2023 roku Bettina i Christian Wulff ponownie zawarli związek małżeński.